# Sénaillac-Lauzès
Sénaillac-Lauzès ist eine französische Gemeinde mit 145 Einwohnern (Stand: 1. Januar 2022) im Département Lot in der Region Okzitanien. Sie gehört zum Kanton Causse et Vallées und zum Arrondissement Gourdon.
Nachbargemeinden sind Caniac-du-Causse im Norden, Quissac-en-Quercy im Nordosten, Blars im Osten, Orniac im Südosten, Lentillac-du-Causse im Süden, Sabadel-Lauzès und Lauzès im Südwesten und Les Pechs du Vers im Westen.

## Bevölkerungsentwicklung
| Jahr      | 1962 | 1968 | 1975 | 1982 | 1990 | 1999 | 2006 | 2018 |
| --------- | ---- | ---- | ---- | ---- | ---- | ---- | ---- | ---- |
| Einwohner | 193  | 160  | 145  | 131  | 129  | 156  | 156  | 128  |

## Sehenswürdigkeiten
- Kirche Saint-Séverin, Monument historique

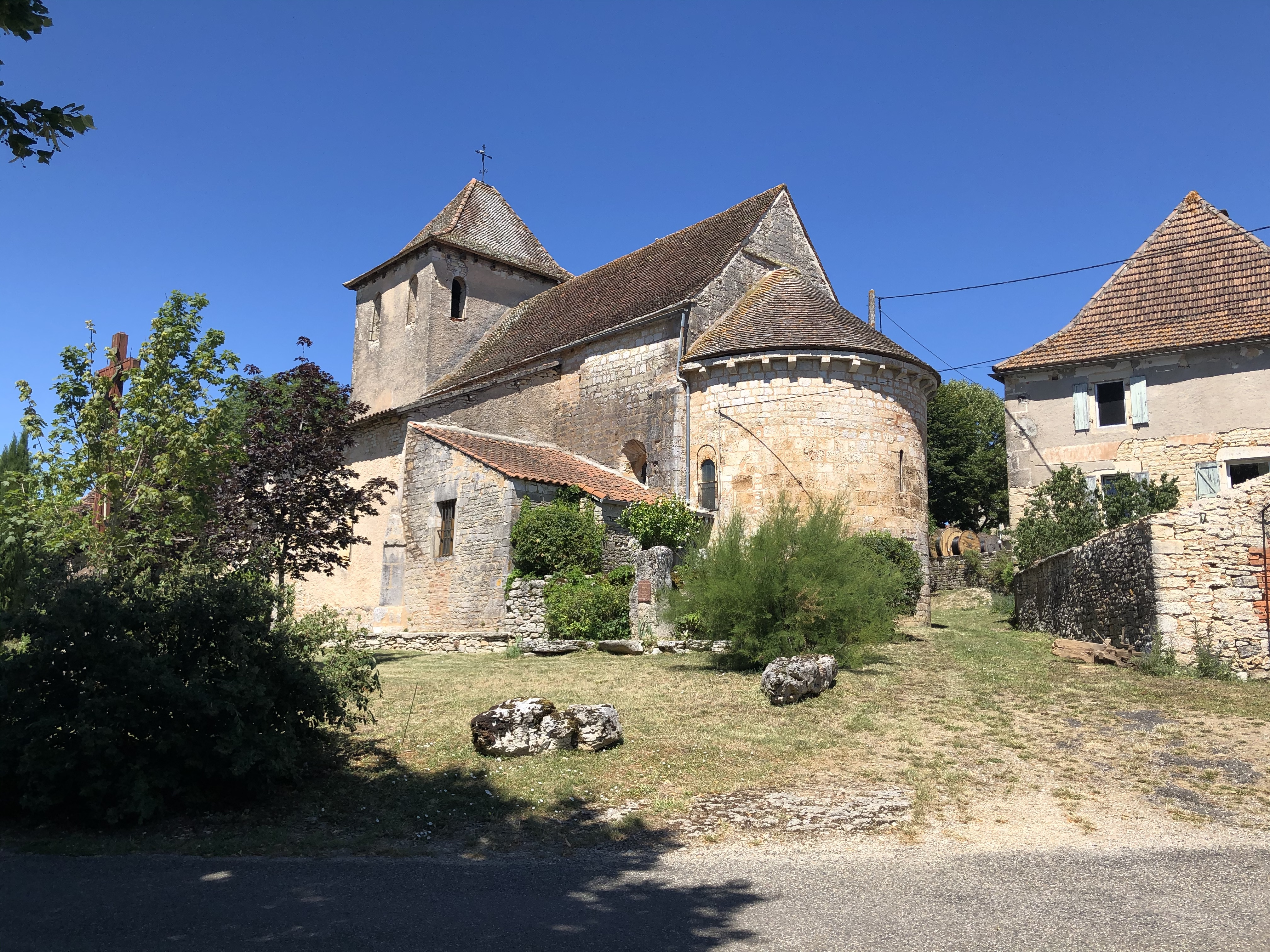
Kirche Saint-Séverin